# Jan Fonck
Jan Fonck (* um 1526 in Amersfoort; † 10. Oktober 1585 in Monzón/Aragon), auch Jean Foncq und Fonck van Ameronghen, war ein niederländischer Kleriker und Diplomat in Diensten des spanischen Königs Philipp II.

## Leben
Nach seinem Jurastudium an der Universität Löwen promovierte Jan Fonck nicht in Löwen (dort taucht sein Name in den Promotionslisten nicht auf), sondern wohl an der Universität zu Köln. Er trat in den geistlichen Stand und erhielt bald beträchtliche Pfründe, wurde Vogt des Liebfrauenstifts in Utrecht, von St. Severin und St. Maria im Kapitol in Köln, Säkularabt von Notre-Dame de Namur, Kanoniker in Namur, Tournai und an der Lambertuskathedrale in Lüttich.
Einem Brief des Kardinals Granvelle aus dem Jahr 1576 folgend diente Jan Vonck – offenbar in den 1550er und 1560er Jahren – 15 Jahre in Rom als Revisor für Gerichtsbittschriften.
Um 1570 ernannte ihn Philipp II. zum Mitglied seines Kronrats in Brüssel. Im gleichen Jahr verhandelte er im Auftrag des Königs mit dem Erzbischof von Köln (Salentin von Isenburg), dem Erzbischof von Trier (Jakob III. von Eltz) und dem Bischof von Lüttich (Gerard van Groesbeeck) die Errichtung eines Bistums im Luxemburg, erfolgreich, auch wenn das Ergebnis aufgrund anschließend auftretender Schwierigkeiten nicht umgesetzt wurde.
Kardinal Granvelle schlug ihn 1576 als Nachfolger für den verstorbenen Franciscus Sonnius, Bischof von Antwerpen, oder den verstorbenen Cornelius Janssen, Bischof von Gent, vor. Beide Bischofssitze blieben jedoch erst einmal vakant.
Philipp II. beauftragte Jan Vonck 1579 als seinen Repräsentanten bei den Kölner Konferenzen und berief ihn im gleichen Jahr an seinen Hof in Madrid. Dort wurde er zum Siegelbewahrer für die niederländischen Provinzen und am 29. April 1581 zum Kanzler des Ordens vom Goldenen Vlies ernannt.
Es ist nicht bekannt, wann Jan Vonck vom König als Bischof von Gent nominiert und von Rom akzeptiert wurde, lediglich, dass er starb, während er sich auf die Übernahme des Amtes vorbereitete; die Gründe, warum er den Amtsantritt und seine Weihe aufgeschoben hatte, sind nicht bekannt, es ist aber anzunehmen, dass er nicht bereit war, Spanien zu verlassen und sich von einem Hof zu trennen, an dem sein Ehrgeiz geschürt wurde.
Denn Jan Fonck war zwar ein talentierter Mann, aber er hatte einen schüchternen und schwachen Charakter, der sich leicht den exklusiven Forderungen der spanischen Politik beugen konnte. Die Angst, seine glänzende Position in Madrid zu gefährden, ließ ihn auch in seinen Beziehungen zu seinen alten Freunden in den Niederlanden äußerste Zurückhaltung üben. Er ließ ihre Briefe unbeantwortet oder schrieb ihnen nur sehr selten und sehr lakonisch über öffentliche Angelegenheiten.